# Humber Snipe

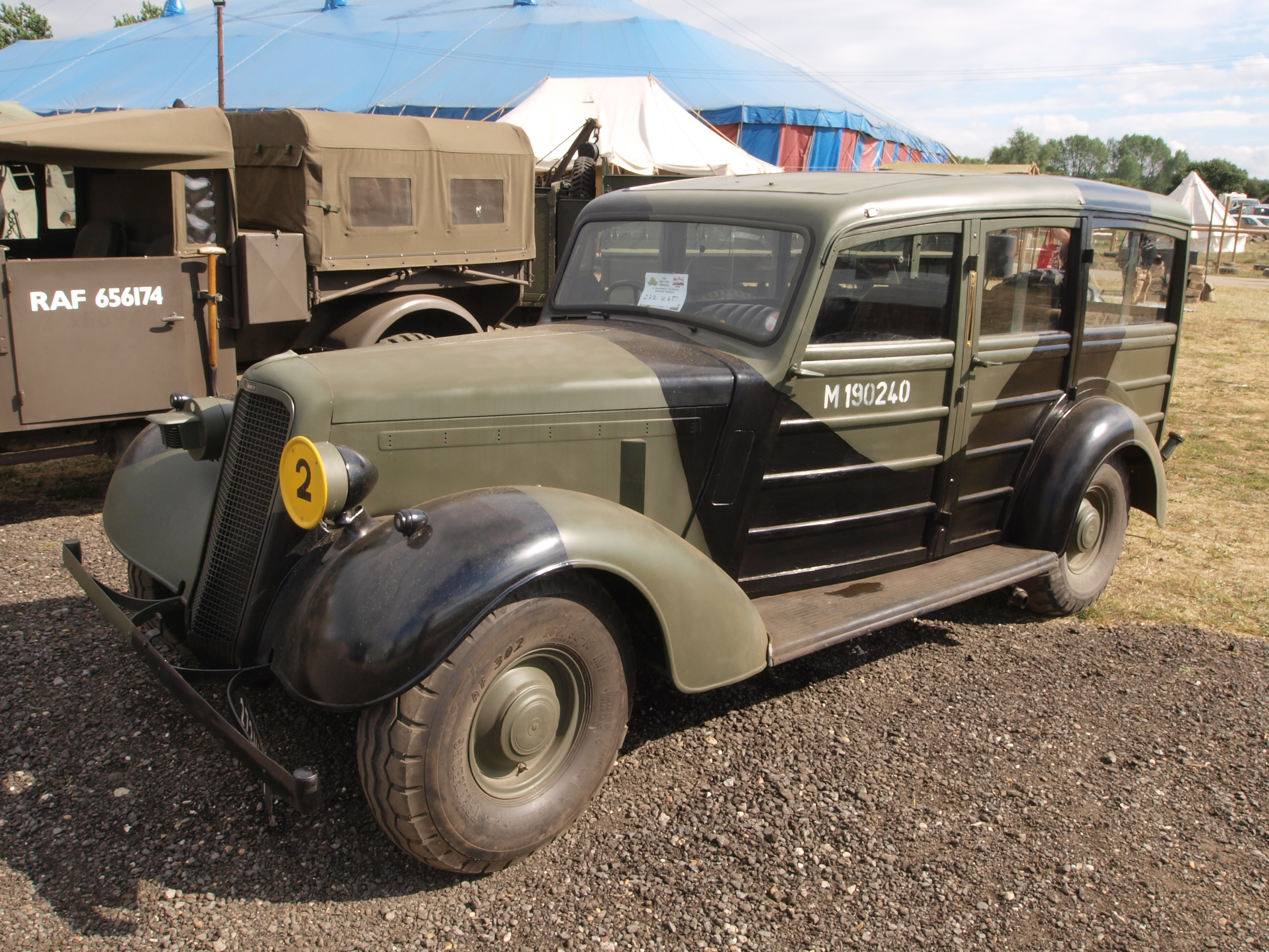
Humber in houten stationcar uitvoering

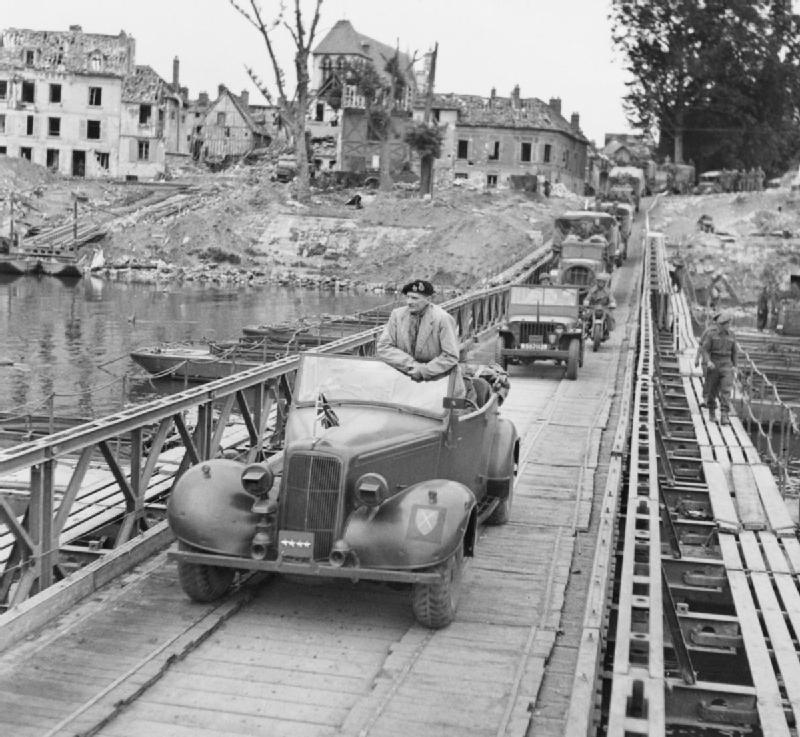
Montgomery in zijn Humber, september 1944 in Frankrijk

De Humber Snipe werd tijdens de Tweede Wereldoorlog gebruikt door het Britse leger. Het vooroorlogse civiele model werd aangepast om te voldoen aan de militaire eisen. De voertuigen zijn bijna gedurende de gehele oorlog geproduceerd.

## Inleiding
De vooroorlogse Humbers zagen er conservatief uit, maar waren technisch vaak vooruitstrevend. In 1936 hadden de modellen met een zescilinder benzinemotor al onafhankelijke voorwielwielophanging en al in 1939 werden de meeste Humbers voorzien van hydraulische remmen. In dat jaar verscheen ook de Humber Super Snipe op de markt. Deze wagen zou gedurende de gehele Tweede Wereldoorlog worden gemaakt voor het leger. Ze verschenen in diverse uitvoeringen als limousine, cabriolet en als houten stationwagen.
Generaal Montgomery was een trouwe klant. Hij reed met zijn speciale Humber, de “Old Faithful” genoemd, van Noord-Afrika tot Duitsland. De wagen was een Humber Super Snipe die door de firma Thrupp & Maberly was voorzien van een speciale open carrosserie.

## Militaire versies
In 1939 werd de civiele Humber Super Snipe al aangepast voor militaire doeleinden en de eerste voertuigen kwamen in december van dat jaar uit de fabriek. Het voertuig bleef in productie tot en met 1944. De militaire versies kregen grotere banden met formaat 9.00-13, in plaats van de civiele 7.00-16, de spatborden werden verbreed, er kwam een rek op het dak voor het meenemen van bagage en andere details. Het voertuig kwam in diverse uitvoeringen, als limousine, cabriolet, houten stationwagen en als kleine vrachtwagen met een laadvermogen van 0,4 ton.
Alle versies waren gebouwd op hetzelfde chassis en kregen dezelfde motor. Dit was een zescilinder benzinemotor met zijkleppen. De cilinderinhoud was 4.086 cc. Het had een maximaal vermogen van 85 pk bij 3.400 toeren per minuut. De versnellingsbak telde vier versnellingen voor- en een achteruit (4F1R). De remmen waren hydraulisch en net als de civiele modellen was de voorwielophanging onafhankelijk. Het had alleen aandrijving op de achterwielen (4x2). De brandstoftank had een inhoud van 14 gallons ofwel zo’n 64 liter.
Tussen 1940 en 1943 werden ook nog licht gepantserde verkenningsvoertuigen geproduceerd op hetzelfde chassis. Deze voertuigen hadden ook alleen aandrijving op de achterwielen en wogen ruim 3 ton.